# Ференц Шебеші
Ференц Шебеші (угор. Sebesi Ferenc, роки народження і смерті невідомі) — угорський дипломат семигородського князя Юрія II Ракоці.
Ференц вів переговори з Богданом Хмельницьким. У липні 1656 року уклав у Чигирині договір між Семигородом й Україною про взаємну співпрацю, а в червні-серпні 1657 року вів переговори в справі союзу України з Семигородом і Швецією. Щоденник про подорож на Україну 1657, як і вірчі грамоти й інструкції, що їх Ференц Шебеші отримав від семигородського уряду, опублікував Ш. Сіладі в «Пам'ятках історії Угорщини» серія 1, т. 23 (1874).